# Cordula Möller
Cordula Möller là một tay đua xe đạp chuyên nghiệp người Namibia. Năm 2008, cô đã giành chiến thắng giải vô địch cuộc đua đường trường quốc gia Namibia.